# Mlaka pri Kranju
Mlaka pri Kranju este o localitate din comuna Kranj, Slovenia, cu o populație de 1.502 locuitori.